# Base antarctique Juan Carlos Ier
Pour les articles homonymes, voir Juan Carlos I (homonymie).

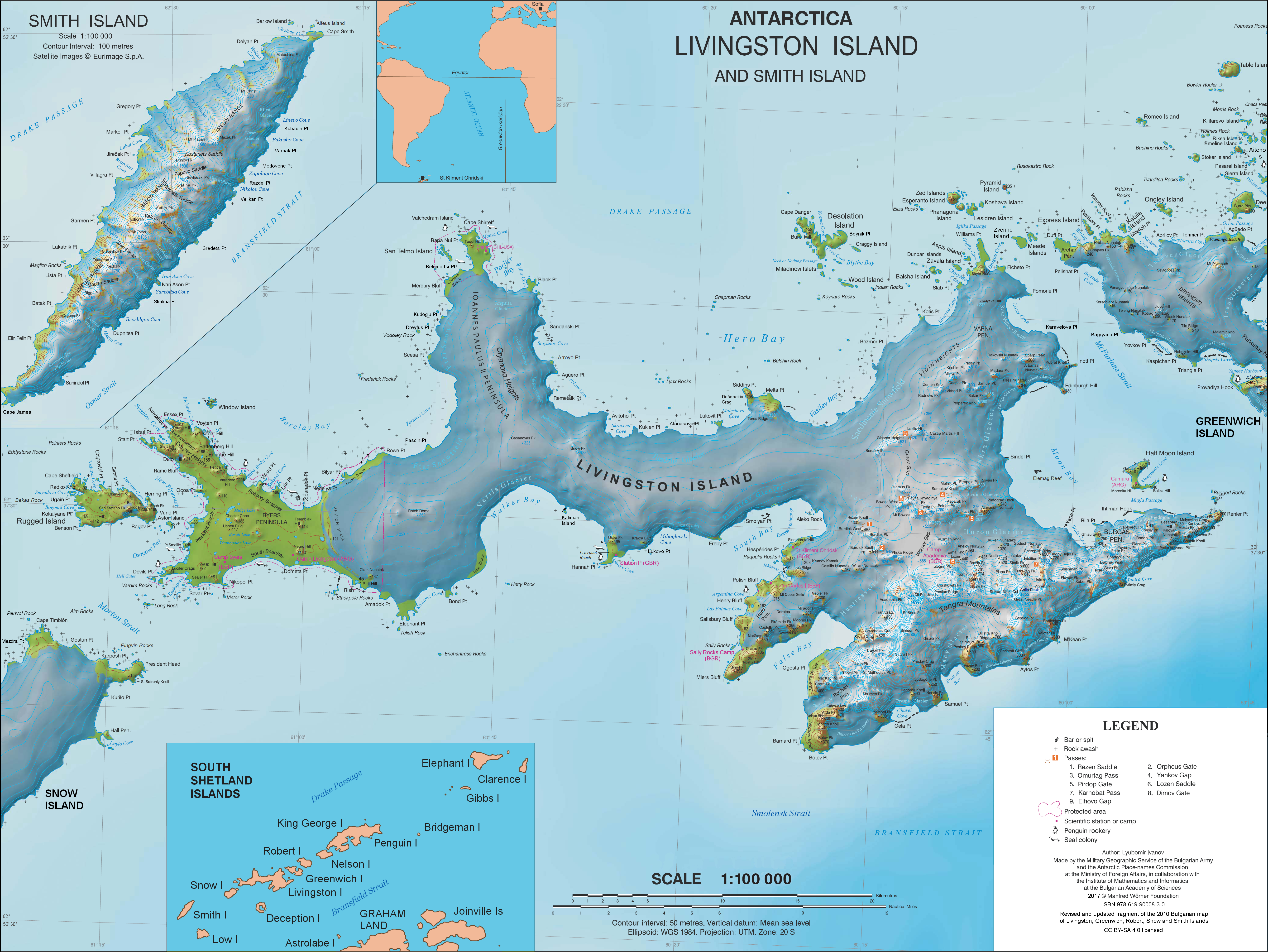
Topographic map of Livingston Island and Smith Island.

La base antarctique espagnole Juan Carlos Ier est une base scientifique espagnole de l'Antarctique, située dans l'archipel des Shetland du Sud, ainsi nommée en l'honneur du roi Juan Carlos Ier.

## Localisation
La base se trouve sur l'île Livingston, en bordure de la baie sud de la péninsule Hurd (en). Elle s’étend sur une centaine de mètres parallèlement au littoral et à 12 mètres au-dessus du niveau de la mer.

## Aménagement
La base est divisée en 10 modules indépendants permettant de faire vivre et travailler 24 personnes ; Un doublement de la capacité est possible. 
Au centre de la base, se trouve la zone de vie divisée en trois modules regroupés en forme de « Y » correspondant aux dortoirs et chambres et un module de séjour avec cuisine, séjour-salle à manger, télécommunications et sanitaires
Cinq autres modules accueillent les laboratoires, les équipements de production électrique et de chaleur, le traitement des résidus, les magasins et ateliers.
Un module spécifique abrite le radôme doté d’une antenne de communications de 2,5 mètres de diamètre.
L'isolation des parois et l'herméticité des ouvertures permettent de supporter des températures extrêmes, grâce au recours à une structure totalement scellée à l’extérieur.

## Objectif
L’objectif principal des installations est de fournir aux scientifiques et chercheurs espagnols, une base d’opérations moderne, efficace, confortable et non polluante. L'Espagne possède une seconde base, la base antarctique Gabriel de Castilla sur une autre île de l'archipel : l'île de la Déception. 

## Navires de desserte et recherches océanographiques
Les 2 bases disposent du brise glace et navire océanographique Hespérides (A-33) ainsi que du navire océanographique Las Palmas (A-52).

## Carte
- L. L. Ivanov. Antarctica: Livingston Island and Greenwich, Robert, Snow and Smith Islands. Scale 1:120000 topographic map. Troyan : Manfred Wörner Foundation, 2009.  (ISBN 978-954-92032-6-4).

## Référence
- Ivanov, L. General Geography and History of Livingston Island. In: Bulgarian Antarctic Research: A Synthesis. Eds. C. Pimpirev and N. Chipev. Sofia: St. Kliment Ohridski University Press, 2015. pp. 17-28.  (ISBN 978-954-07-3939-7)